# Jesper Klein
Jesper Klein (ur. 13 listopada 1944, zm. 22 sierpnia 2011) – duński aktor filmowy i głosowy.

## Wybrana filmografia

### Role głosowe
- 1984: Samson i Sally jako Samson
- 1995: Tajna broń jako Svoger / Flamingo
- 1996: Szalony Jack - Gwiazda filmowa jako  Hugo
- 1998: Hans Christian Andersen i jego cień jako Hans Christian Andersen
- 2004: Cyrkelinka i najmniejsza bohaterka świata
- 2007: Niesamowity Jungo jako Jungo (oryg. Hugo)
- 2007: Opowieść o dwóch komarach

### Role filmowe
- 1981: Gang Olsena daje dyla jako urzędnik firmy ubezpieczającej
- 1998: Gang Olsena: Ostatnia misja jako ochroniarz
- 2000: Pyrus na ratunek jako Bertramsen